# Krus

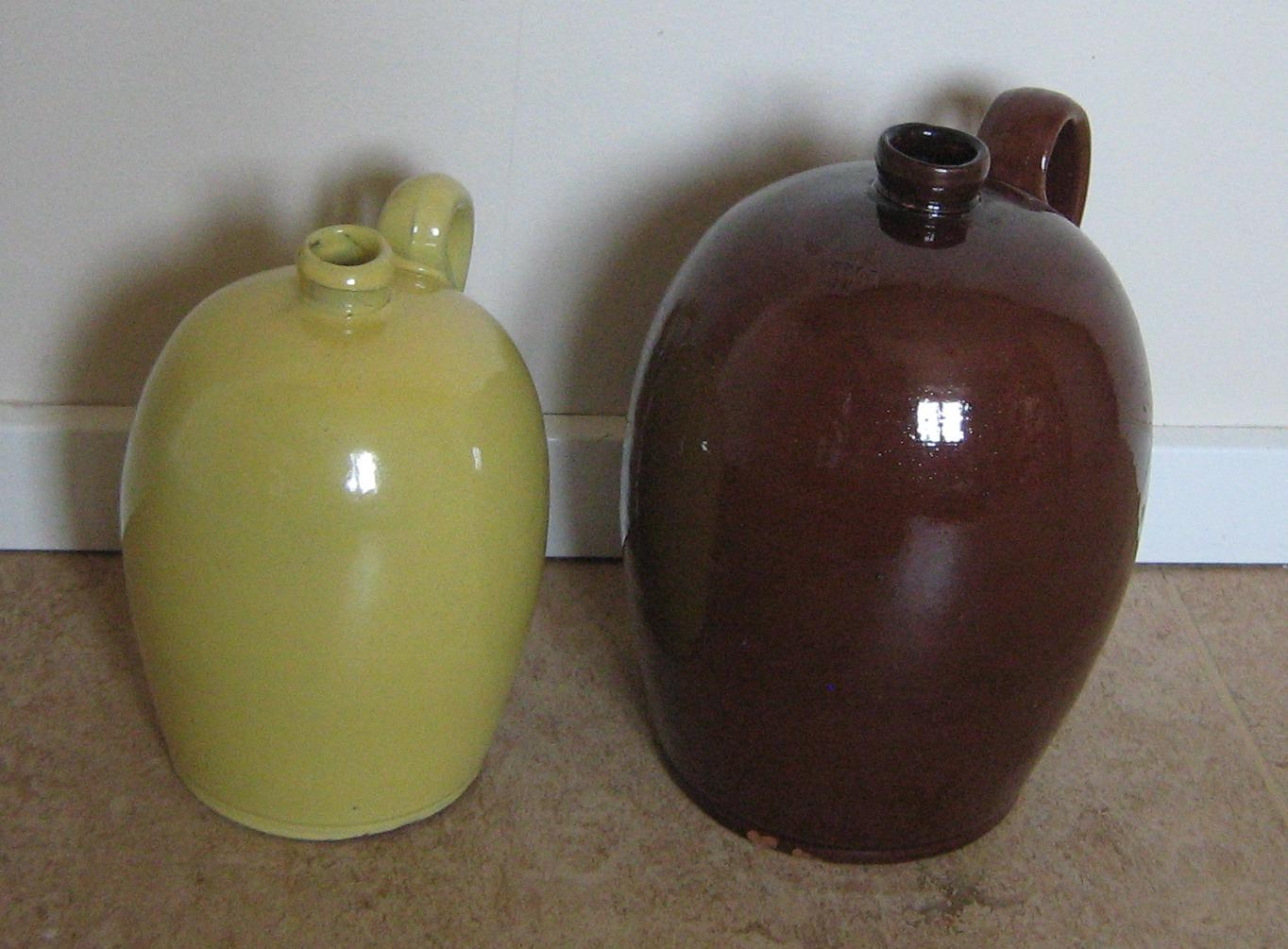
Lergodskrus, Bobergs fajansfabrik, 1/2 och 1 kannas rymd, slutet av 1800-talet.

Krus är en behållare, oftast av glas eller keramik. Ett krus kan se ut som en stor flaska, ofta med handtag och kork eller som en tillbringare med snås. En känd typ av krus är Höganäskrus. En antik variant är amforan.
Kruset har sitt ursprung i skänkkannan. Från 1300-talet framställdes i Rhendalen enkla stengodskrus med tydliga ränder efter drejningen där foten formades genom tumtryck. Troligen har fotdekorationen, "utkrusningen", givit kärlen deras namn. Begreppet har senare använts om serverings- och dryckeskärl. Efterhand har det i Sverige med tiden främst kommit att syfta på enklare förvaringskärl i ler- eller stengods, men i Sydsverige har fajansstop med tennlock oftast fortsatt att kallas krus.